# Lithospermum oaxacanum
Lithospermum oaxacanum är en strävbladig växtart som först beskrevs av Billie Lee Turner, och fick sitt nu gällande namn av J.I.Cohen. Lithospermum oaxacanum ingår i släktet stenfrön, och familjen strävbladiga växter. Inga underarter finns listade i Catalogue of Life.